# Campionato Sammarinese 1998-1999

## Fase a gironi

### Girone A
|  |    | Classifica 1998-99 | Pt | G  | V  | N | P  | GF | GS | DR  |
|  | -- | ------------------ | -- | -- | -- | - | -- | -- | -- | --- |
|  | 1. | Folgore            | 43 | 22 | 12 | 7 | 3  | 52 | 30 | +22 |
|  | 2. | Domagnano          | 42 | 22 | 12 | 6 | 4  | 44 | 28 | +16 |
|  | 3. | Cosmos             | 41 | 22 | 12 | 5 | 5  | 38 | 22 | +16 |
|  | 4. | Tre Fiori          | 36 | 22 | 10 | 6 | 6  | 45 | 34 | +11 |
|  | 5. | La Fiorita         | 34 | 22 | 10 | 4 | 8  | 29 | 32 | -3  |
|  | 6. | Pennarossa         | 29 | 22 | 8  | 5 | 9  | 42 | 50 | -8  |
|  | 7. | Montevito          | 27 | 22 | 7  | 6 | 9  | 32 | 37 | -5  |
|  | 8. | San Giovanni       | 15 | 22 | 3  | 6 | 12 | 21 | 47 | -26 |

### Girone B
|                       |    | Classifica 1998-99 | Pt | G  | V  | N | P  | GF | GS | DR  |
| --------------------- | -- | ------------------ | -- | -- | -- | - | -- | -- | -- | --- |
|                       | 1. | Murata             | 53 | 22 | 17 | 2 | 3  | 61 | 34 | +27 |
|                       | 2. | Tre Penne          | 39 | 22 | 11 | 6 | 5  | 51 | 41 | +10 |
| San Marino (bandiera) | 3. | Faetano            | 38 | 22 | 11 | 5 | 6  | 32 | 16 | +16 |
|                       | 4. | Virtus             | 28 | 22 | 8  | 4 | 10 | 46 | 37 | +9  |
|                       | 5. | Dogana             | 21 | 22 | 5  | 6 | 11 | 21 | 33 | -12 |
|                       | 6. | Juvenes            | 17 | 22 | 4  | 5 | 13 | 20 | 40 | -20 |
|                       | 7. | Libertas           | 12 | 22 | 2  | 6 | 14 | 25 | 57 | -32 |
|                       | 8. | Cailungo           | 11 | 22 | 2  | 5 | 15 | 22 | 43 | -21 |

## Play-off
Ai play-off si qualificano le prime tre squadre di ogni girone.
- Primo Turno

Si affrontano le seconde e le terze classificate dei due gironi
 Domagnano- Faetano 1-0
 Tre Penne- Cosmos 1-3
- Secondo Turno

Si affrontano le vincitrici dei due gironi con le vincenti del primo turno
 Folgore- Cosmos 2-1
 Murata- Domagnano 2-3
- Terzo Turno

Si affrontano i perdenti del primo turno contro i perdenti del secondo. Gli sconfitti vengono eliminati
 Murata- Tre Penne 2-3
 Cosmos- Faetano 1-2
- Quarto Turno

Si affrontano le vincenti del secondo turno. Chi vince approda in finale, chi perde in semifinale
 Domagnano- Folgore 3-3 rig.: 6-7
Si affrontano le vincenti del terzo turno. Chi vince approda in semifinale, chi perde viene eliminato
 Faetano- Tre Penne 2-1
- Semifinale

 Domagnano- Faetano 1-1 rig.: 1-4
- Finale

 Faetano- Folgore 1-0